# Hugo von Waldeyer-Hartz

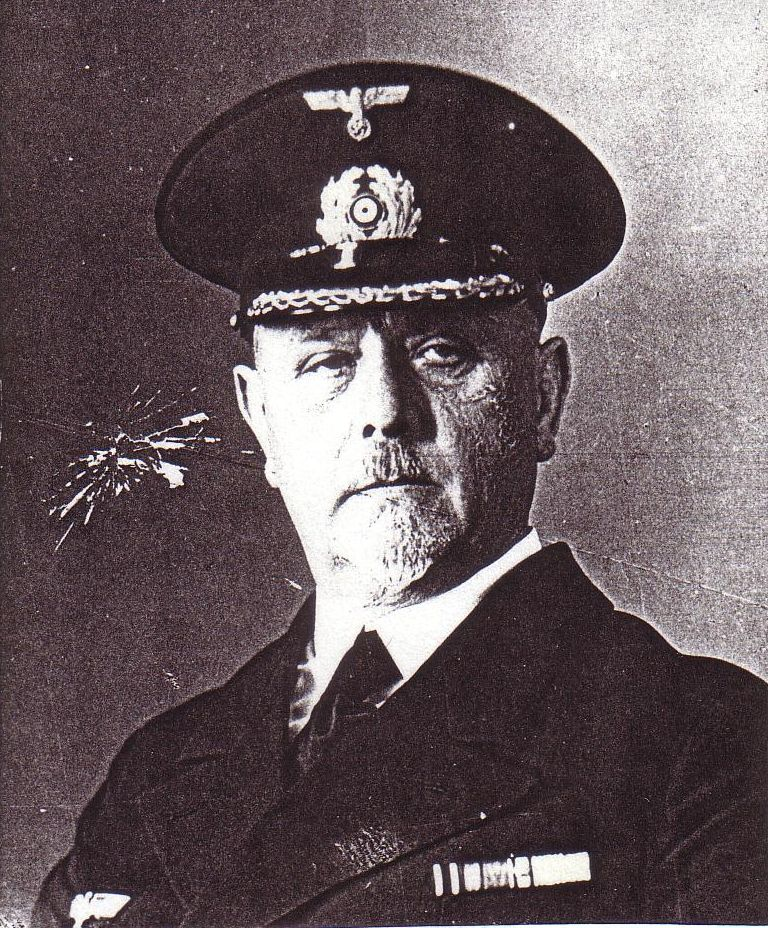
Kapitän zur See v. Waldeyer-Hartz

Hugo Waldeyer, ab 1917, als sein Vater in den erblichen Adelsstand erhoben wurde, von Waldeyer-Hartz (* 7. November 1876 in Straßburg; † 29. November 1942 in Heidelberg) war ein deutscher Marineoffizier und Schriftsteller.

## Leben
Hugo war Sohn des Anatomen und Geheimen Obermedizinalrates Heinrich Wilhelm Waldeyer. Er trat im April 1893 als Seekadett in die Kaiserliche Marine ein. Er besuchte von 1902 bis 1904 die Marineakademie und die Christian-Albrechts-Universität zu Kiel. Von 1906 bis 1908 diente er im Admiralstab. Im Ersten Weltkrieg war er bis August 1914 war er als Dezernent in der militärischen Abteilung im Reichsmarineamt tätig. Für einen Monat war er Kommandeur der XV. Marine-Artillerie-Abteilung in der Marine-Division und war bis August 1918 Admiralstabsoffizier im Generalkommando des Marinekorps. Am 24. April 1916 wurde er zum Fregattenkapitän befördert.
Von September bis zum 10. November 1918 war er Kommandant des als Schulschiff dienenden Linienschiffs Schlesien, mit dem er am 5. November, beim Ausbruch des Kieler Matrosenaufstands, aus Kiel auslief, am folgenden Tag in Flensburg-Mürwik den Besatzungsangehörigen, die sich zur Revolution bekannten, gestattete, das Schiff zu verlassen, und dann mit dem Rest der Besatzung, mehrheitlich Seekadetten, nach Dänemark und dann nach Swinemünde entkam, wo das Schiff am 10. November außer Dienst gestellt wurde. Am 24. November 1919 wurde Waldeyer-Hartz mit dem Charakter als Kapitän zur See aus der Marine entlassen.
Zuletzt war er Oberbibliothekar und Hauptvorstand der Bücherei des Reichswehrministeriums (30. Juni 1919 – 31. März 1920). 1930 wurde er pensioniert. 1933 erhielt er einen Lehrauftrag für Wehrwissenschaft an der TH Hannover, 1934 einen ebensolchen an der Tierärztlichen Hochschule Hannover. 1939 wurde er zum Honorarprofessor ernannt.
Hugo von Waldeyer-Hartz war Corpsschleifenträger (1902) der Saxonia Kiel und Mitglied des Corps Normannia Berlin (1927). Saxonia verlieh ihm später die Ehrenmitgliedschaft. 1929 stellte er sich in aller Schärfe gegen die Kreispolitik im Kösener Senioren-Convents-Verband.
Seine Schriften Von Tsingtau zu den Falklandinseln (Mittler, Berlin 1917), Der Kreuzerkrieg 1914–1918 (Stalling, Oldenburg 1931), Admiral Hipper (Kittler, Leipzig 1933), Ein Mann (Vieweg, Braunschweig 1934), Reichsmarine und Seemachtfragen der Gegenwart (Kittler, Leipzig 1934) und Kreuzertaten der Seekriegsgeschichte (Rütten & Loening, Potsdam 1942) wurden 1946 in der SBZ in die Liste der auszusondernden Literatur aufgenommen. 1948 folgten sechs weitere Bücher. In der DDR wurden 1953 vier weitere Werke in die Liste aufgenommen, darunter Die Meuterei der Hochseeflotte in der Ausgabe von 1922.

## Werke
- S.M.S. 'Hansa' – unsere Welt, Berlin: Mittler 1915.
- Ran an den Feind. Seeschlachten und Fliegerkämpfe im Weltkriege 1914/15, Berlin: Verlag Jugendhort 1915.
- Land- und Seekrieg: eine vergleichende Darstellung, Berlin: Boll [und] Pickardt 1917 (online).
- U-Boot und U-Boot-Krieg, Braunschweig: Westermann 1917 (Lebensbücher der Jugend; 33).
- Von Tsingtau zu den Falklandinseln: eine Erzählung von den Heldenkämpfen um Tsingtau und der ruhmreichen Fahrt des deutschen Kreuzergeschwaders im Weltkriege 1914, Berlin: Mittler 1917.
- Rochus von Valckenberg: Roman, Berlin: Boll & Pickardt [1918].
- Alle Mann – Klarschiff! Erzählung für die Jugend, Stuttgart: Levy & Müller [1918].
- Ziel erkannt / Kraft gespannt: ein Roman aus des Kaisers Marine, Magdeburg: Klotz 1919 (online).
- Wurmstichig Holz: Roman, Leipzig-Berlin: Weicher [1919].
- An Bord des Kriegsschiffs „Schlesien“ bei Ausbruch der Revolution, Berlin: Zillessen 1919 (Vaterländische Aufklärungsschriften; 1) (online).
- Die nagende Maus: ein Spiegelbild aus sturmbewegter Hansezeit; Roman, Berlin: Zillessen [1919].
- Deutsche Flottenträume: eigene und fremde Erlebnisse und Gedanken, Berlin: Boll und Pickardt [1920].
- Der Edelspartakist: eine Geschichte zum Lachen, die ich aber ernst zu nehmen bitte, Berlin: Verlag der Grünen Volksbücher [1920] (Grüne Volksbücher; 8) (online).
- Die westliche Grenzfrage: Mannszucht bei Heer und Marine, Berlin: Bath 1920 (Politische und militärische Zeitfragen; 31).
- Reichsmarine, Berlin: Blücher [ca. 1920] (Deutsche Flugschriften; [7]).
- Der alte Fluch: Ein Roman aus Deutschlands Urgeschichte, Leipzig [u. a.]: Weicher [1921].
- Ums deutsche Danzig: eine Erzählung aus vergangenen Tagen, Leipzig u. a.: Weicher 1921 (Bücher des Berners; 3).
- Der Hanstein: ein Spiegelbild deutscher Not im Mittelalter; Roman, Berlin: Zillessen 1921.
- Die Meuterei der Hochseeflotte: ein Beitrag zur Geschichte der Revolution, Berlin: Verl. Universitas 1922 (Der Anker. Flugschriften des Anker; 3).
- Alt-Heidelbergs Not: Ein Spiegelbild aus der Zeit der Pfalzverwüstung unter Ludwig XIV. Roman, Berlin: F. Zillessen 1922.
- Burg Ludwigstein im Werratal: die Burg deutscher Jugendwanderer, Berlin 1924.
- Werkstudent und Burschenband: Roman aus dem deutschen Studentenleben der Nachkriegszeit, Leipzig: Koehler 1924.
- Bürgermeister Hinrich Murmester: ein Spiegelbild deutscher Kraft aus Hamburgs Geschichte: Roman, Berlin: Zillessen 1924.
- Vom deutschen Glauben: Eine Legende von heut, o. O.: Selbstverlag 1924.
- Jürgen Wullenwever: Ein Spiegelbild aus sturmbewegter Hansezeit; Roman, (3. umgearb. Aufl. von 'Die nagende Maus'), Berlin: Zillessen 1924.
- Als Feriengäste auf der "Swanhild": eine Segelfahrt zweier Jungmädel, Stuttgart u. a.: Union [1924].
- Das deutsche Volk und seine Flotte, Berlin: Deutsche Flugschriften [um 1925].
- Martin Behaim. Der Roman eines deutschen Wegbereiters im Zeitalter der Entdeckungen, Leipzig: Koehler & Amelang 1925.
- Der Deutsche: Bilder alter Not, Berlin: Vaterländische Verlags- und Kunstanstalt [1925] (Unsere Erzähler; 1,3).
- Hohenstaufen: ein Spiegelbild deutscher Kaisertreue aus Schwabens Geschichte; Roman, Berlin: Zillessen 1925.
- Alt-Jena: ein Studentenroman aus deutscher Vergangenheit, Leipzig: Koehler & Amelang 1926.
- Sportmädel: Roman aus dem Turn- u. Sportleben der deutschen Frau, Leipzig: Koehler & Amelang [1926].
- Wagen und Winnen: Roman, Leipzig: Koehler & Amelang 1927.
- Die Welser in Venezuela: Bilder aus der Frühzeit deutscher Kolonialgeschichte, Berlin : Eisenschmidt 1927.
- Wagen und Winnen: Roman, Leipzig: Koehler & Amelang 1927.
- Unsere Reichsmarine: Ihr Aufbau und ihr Wirken, Leipzig: Eichblatt 1928.
- Helden der Freiheit: Roman, Leipzig: Koehler 1929.
- Männer und Bilder aus der Geschichte der deutschen Seefahrt. In: Marine-Rundschau 1929, S. 24–28,79–83,128–131,232–236,328–332,428–431,516–520,566–569.
- Mein Feld – die Welt! Leben und Abenteuer eines Seekadetten der Reichsmarine, Stuttgart: Union [1930].
- Bana kubwa – der deutsche Admiral; eine Erzählung aus den Kämpfen um Deutsch-Ostafrikas Erwerbung, Stuttgart [u. a.]: Union [1930].
- Der Sohn der See: eine Erzählung aus Danzigs stolzer Vergangenheit, Dresden: Berger [1930], Bd. 1: In Danzigs Mauern (Jung-Roland-Bücher; H. 5), Bd. 2: Auf freien Wassern (Jung-Roland-Bücher; H. 6).
- Der Held der See, Dresden: Berger [1930], Bd. 1: List über List (Jung-Roland-Bücher; H. 7), Bd. 2: Kampf über Kampf (Jung-Roland-Bücher; H. 8).
- Donar hilf! Eine Wikingerfahrt vom Schwarzen Meer zum deutschen Rhein, Leipzig: Koehler & Amelang 1930.
- Der Kreuzerkrieg 1914-1918: das Kreuzergeschwader Emden, Königsberg, Karlsruhe, die Hilfskreuzer, Oldenburg i.O.: Stalling 1931.
- Die Sportkur; eine lustige Jungmädelgeschichte, Stuttgart [u. a.]: Union 1931].
- Kameraden, Berlin: Zeitschriftenverlag [1931].
- Männer und Bilder aus der Geschichte der deutschen Seefahrt: Admiral Brommy. In: Marine-Rundschau, 1931, S. 227–230.
- Männer und Bilder aus der Geschichte der deutschen Seefahrt: Adalbert, Prinz von Preußen. In: Marine-Rundschau, 1931, S. 267–272.
- Admiral Hipper: das Lebensbild eines deutschen Flottenführers, Leipzig: Kittler [1933].
- Zwischen Eisbergen und Walen: Eine Erzählung aus dem Leben der Reichsmarine, Stuttgart u. a.: Union [1933].
- Reichsmarine und Seemachtfragen der Gegenwart: Eine wehrpolitische Betrachtung, Leipzig: Kittler [1933].
- Mein Volk, mein Land: Der Roman d. Volksbefreiers Wilhelmus von Nassauen, Leipzig: Strauch & Krey [1933].
- Zwischen Eisbergen und Walen: eine Erzählung aus dem Leben der Reichsmarine, Stuttgart u. a.: Union [1933].
- Unter gelben Piraten: Abenteuer eines deutschen Jungen an der chinesischen Küste, Stuttgart: Union [1933].
- Männer und Bilder deutscher Seefahrt, Braunschweig: Vieweg 1934.
- "Ein Mann": das Leben des Admirals Ludwig v. Schröder, Braunschweig: Vieweg 1934.
- Männer und Bilder deutscher Seefahrt, Braunschweig: Vieweg 1934.
- Preußens Flottenpolitik 1852 und die Gründung Wilhelmshavens. In: Oldenburger Jahrbuch, Bd. 41, 1937, S. 1–38.
- Das Seekriegswesen. In: Deutsche Soldatenkunde, Bd. 1, ca. 1937, S. 230–288.
- Karl von Müller-Emden. In: Niedersächsische Lebensbilder, Bd. 1, 1939, S. 302–311.
- Der Wechselbalg "Bewaffnetes Handelsschiff". In: Monatshefte für auswärtige Politik, 1940, Heft 4, S. 264.
- Kreuzertaten der Seekriegsgeschichte. Potsdam: Rütten [und] Loening 1942.